# Mladecko
Mladecko är en ort i Tjeckien. Den ligger i den östra delen av landet, 240 km öster om huvudstaden Prag. Mladecko ligger 338 meter över havet och antalet invånare är 173.
Terrängen runt Mladecko är huvudsakligen platt, men åt nordväst är den kuperad. Mladecko ligger nere i en dal. Runt Mladecko är det ganska glesbefolkat, med 43 invånare per kvadratkilometer. Närmaste större samhälle är Opava, 14,6 km öster om Mladecko. Omgivningarna runt Mladecko är en mosaik av jordbruksmark och naturlig växtlighet.